# Joseph-Amand Passerat

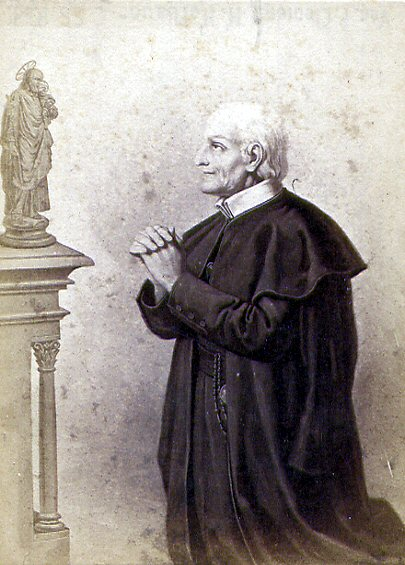
Joseph-Amand Passerat

Joseph-Amand Passerat (Joinville, 30 april 1772 - Doornik, 30 oktober 1858) was een Frans priester en redemptorist. Als discipel van de heilige Clément-Marie Hofbauer, volgde hij hem op, van 1820 tot 1848, als vicaris-generaal van de redemptoristen buiten Italië. In 1893 werd hij tot dienaar Gods verheven en in 1980 door paus Johannes Paulus II tot "eerbiedwaardige". Onder paus Franciscus werd de procedure tot zaligverklaring verdergezet.

## Levensloop
Joseph-Amand Passerat werd geboren in een godvruchtig Frans gezin. Hij liep school in de abdij Saint-Urbain in het bisdom van Châlons-sur-Marne. Toen hij zestien was trad hij in het seminarie en studeerde er theologie, terwijl hij aan de Sorbonne wijsbegeerte ging studeren.
De Franse Revolutie maakte dat hij werd opgeroepen voor legerdienst, maar na korte tijd verkoos hij te emigreren naar de Oostenrijkse Nederlanden en trad binnen in het seminarie van Namen. Toen de Franse troepen daar binnenvielen, trok hij achtereenvolgens naar Luik, Trier, Münster en Augsburg. In deze laatste stad trad hij in het seminarie dat geleid werd door voormalige jezuïeten en beëindigde er zijn studies.  
Toen Franse troepen naderbij kwamen, vluchtte hij naar Warschau en maakte er kennis met Clément-Marie Hofbauer, vicaris-generaal van de redemptoristen buiten Italië. Hij stelde zich kandidaat voor intrede bij de redemptoristen en werd aanvaard. In november 1793 trad hij in het noviciaat en op 15 april 1794 werd hij tot priester gewijd. Hij werd binnen de congregatie leraar theologie en moraal en weldra novicenmeester. 
In juni 1803 werd hij met de leiding belast van de nieuwe Duitse stichtingen in Jestetten en Triberg. In 1805, als gevolg van een meningsverschil met de diocesane vicaris-generaal, verhuisde hij samen met vijfentwintig religieuzen naar Babenhausen in Beieren.
In 1806, na de Slag bij Austerlitz, werden de redemptoristen uit Duitsland verjaagd en vestigden ze zich in Chur (Zwitserland), om het jaar daarop te verhuizen naar Viège. In 1810 moesten ze weer vluchten, ditmaal naar het kanton Fribourg, eerst in Farvagny en in 1818 naar de abdij van Valsainte. Uiteindelijk kon Passerat in 1820 de redemptoristengemeenschap vestigen in het klooster van Bischenberg. 
Op 15 maart 1820 overleed Clément-Marie en werd Passerat zijn opvolger als vicaris-generaal voor de redemptoristen buiten Italië. Hij stichtte een algemeen seminarie in Wenen en tevens een eerste klooster van redemptoristinnen. In 1832 stuurde hij voor het eerst redemptoristen naar de Verenigde Staten. 
In 1848, hij was toen zesenzeventig, nam hij ontslag en trok zich terug in Brugge, waar hij aalmoezenier werd van het redemptoristinnenklooster in de Katelijnestraat. Hij woonde er recht tegenover het klooster van de redemptoristinnen. In 1850 verhuisde hij naar het redemptoristenklooster van Doornik. Hij stierf er, in geur van heiligheid, op 30 oktober 1858. De uitvaart gebeurde er met grote eerbetuigingen en onder een aanzienlijke volkstoeloop in de kathedraal. Het stoffelijk overschot werd (voorlopig) bijgezet in de kelder van de familie de Robiano, op hun domein van Rumillies en daarna in de kerk van het klooster van redemptoristen in Doornik. Toen deze kerk werd verlaten en afgebroken, werd het stoffelijk overschot van Passerat in 2002 teruggevonden en overgebracht naar Bischoffsheim (Frankrijk) in de kerk van het klooster van Bischenberg.